# Euphorbia officinarum
Euphorbia officinarum ist eine Pflanzenart aus der Gattung Wolfsmilch (Euphorbia) in der Familie der Wolfsmilchgewächse (Euphorbiaceae).

## Beschreibung
Die sukkulente Euphorbia officinarum wächst als stark aus der Basis heraus verzweigter Strauch und bildet Polster von 1 bis 2 Meter Durchmesser aus. Die 9- bis 13-kantigen Triebe haben gerade Kanten und werden 6 bis 8 Zentimeter dick. Die verlängerten Dornschildchen sind zu einem Hornrand verwachsen. Die ausgebreiteten Dornen werden 5 Millimeter lang.
Der Blütenstand besteht aus einzelnen, einfachen und kurz gestielten Cymen. Die Nektardrüsen sind rot gefärbt. Die stumpf gelappte Frucht befindet sich an einem langen und zurückgebogenen Stiel.

## Verbreitung und Systematik
Euphorbia officinarum ist im Norden von Marokko verbreitet.
Die Erstbeschreibung der Art erfolgte 1753 durch Carl von Linné. Synonyme zu dieser Art sind Euphorbia officinarum var. officinarum, Euphorbia beaumieriana Hook.f. & Coss. (1874), Euphorbia officinarum var. beaumieriana (Hook.f. & Coss.) Maire (1932), Euphorbia officinarum subsp. beaumieriana (Hook.f. & Coss.) Vindt (1960) und Euphorbia officinarum var. genuina Maire (1932).